# Église Saint-Sébastien de Berméricourt
L'église de Berméricourt est une église catholique située à Berméricourt, en France.

## Historique
L'église menaçait ruine en 1674 à tel point que l'évêque en a interdit l'usage pour la messe. Les habitants se battent pour conserver la paroisse avec l'appui de l'abbé de Saint-Thierry. En 1863, Alphonse Gosset qui est architecte à Reims réalise les plans de la nouvelle bâtisse. La nouvelle église prend place sur les bases de l'ancienne et en reprend quelques vestiges pour les incorporer dans la réalisation nouvelle comme des chapiteaux romans, un autel en bois, une statue en bois du XVIIIe siècle de Sébastien.
Elle est dédiée à Sébastien.

## Annexes

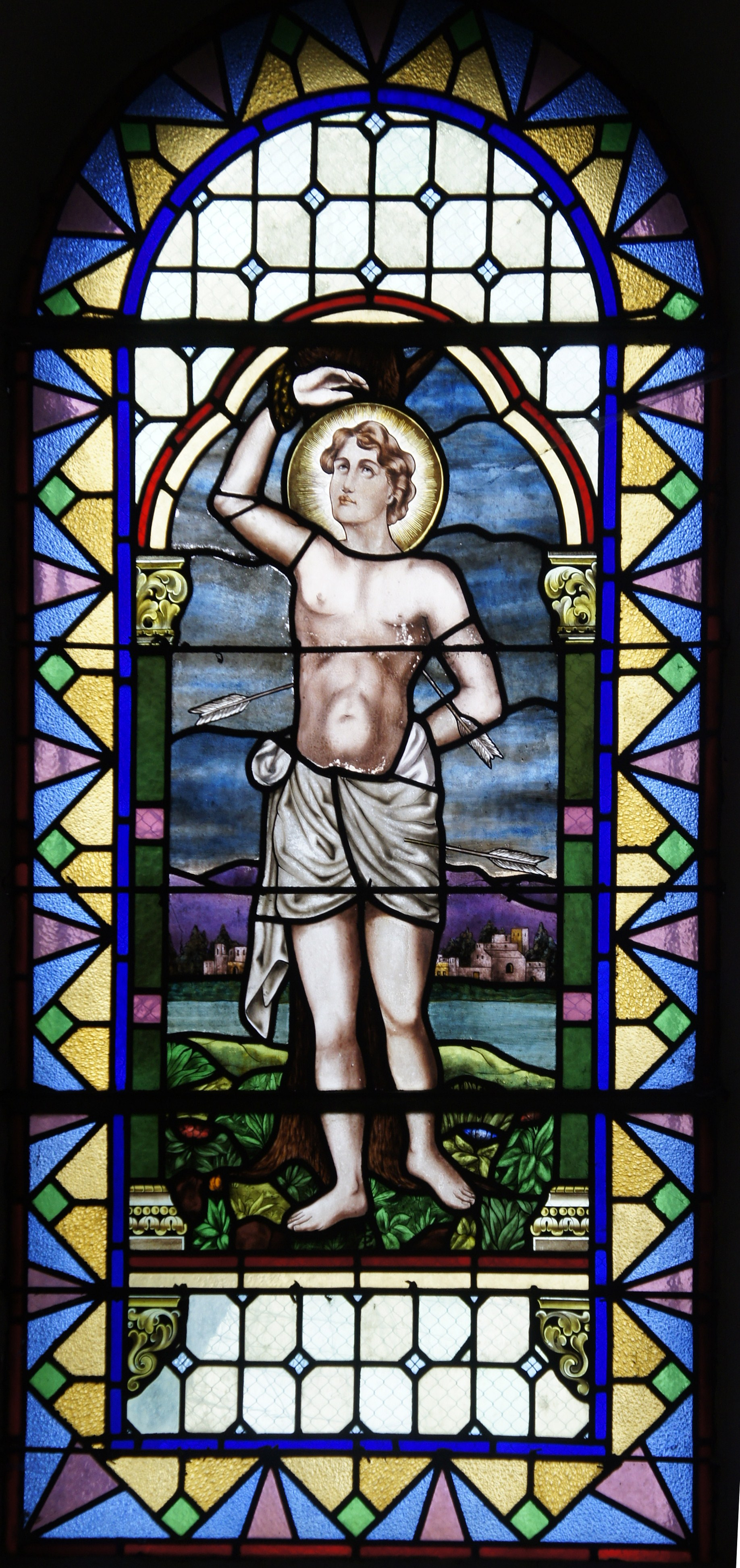
Vitrail représentant le martyre de Sébastien.
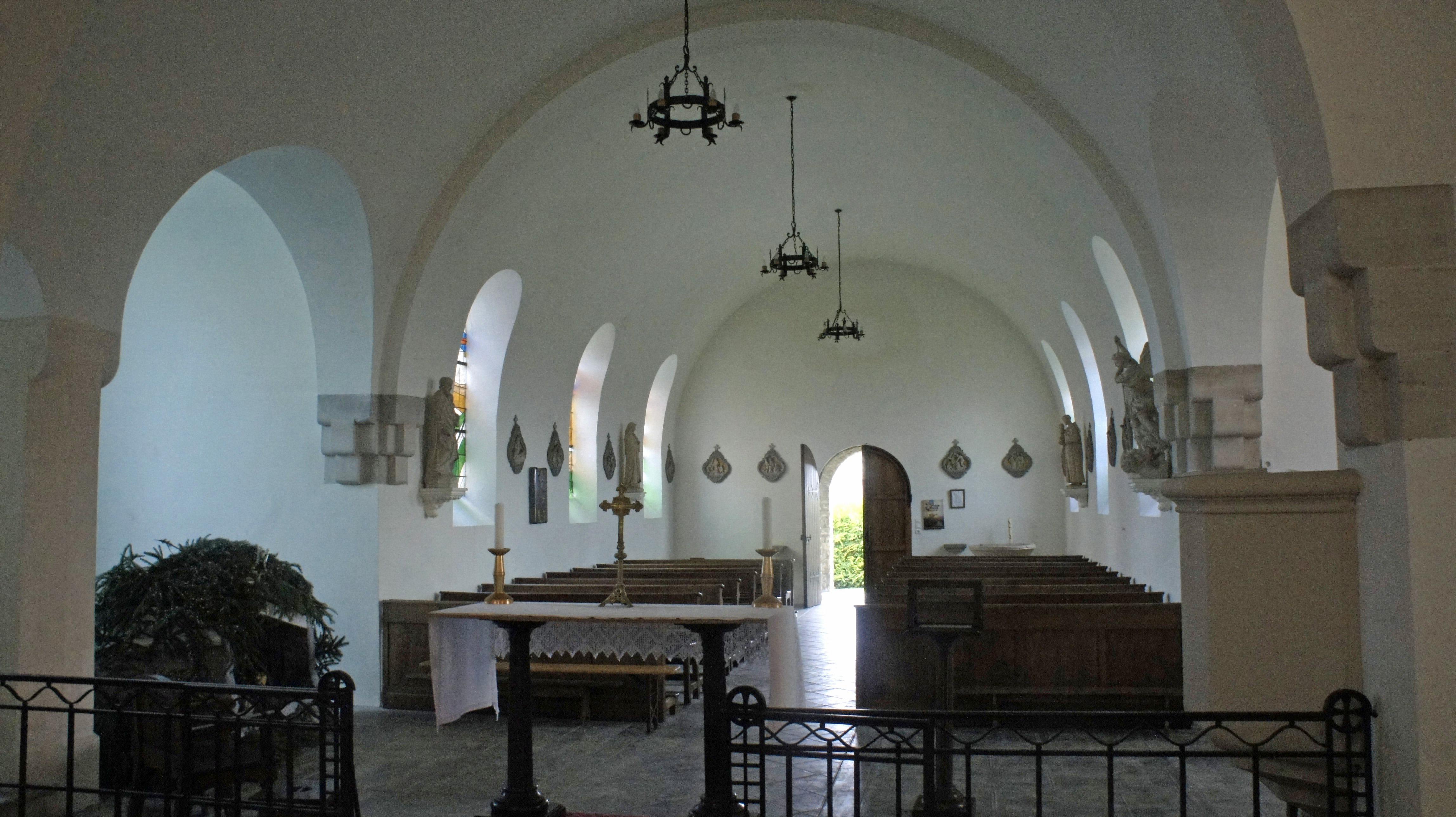
La nef.
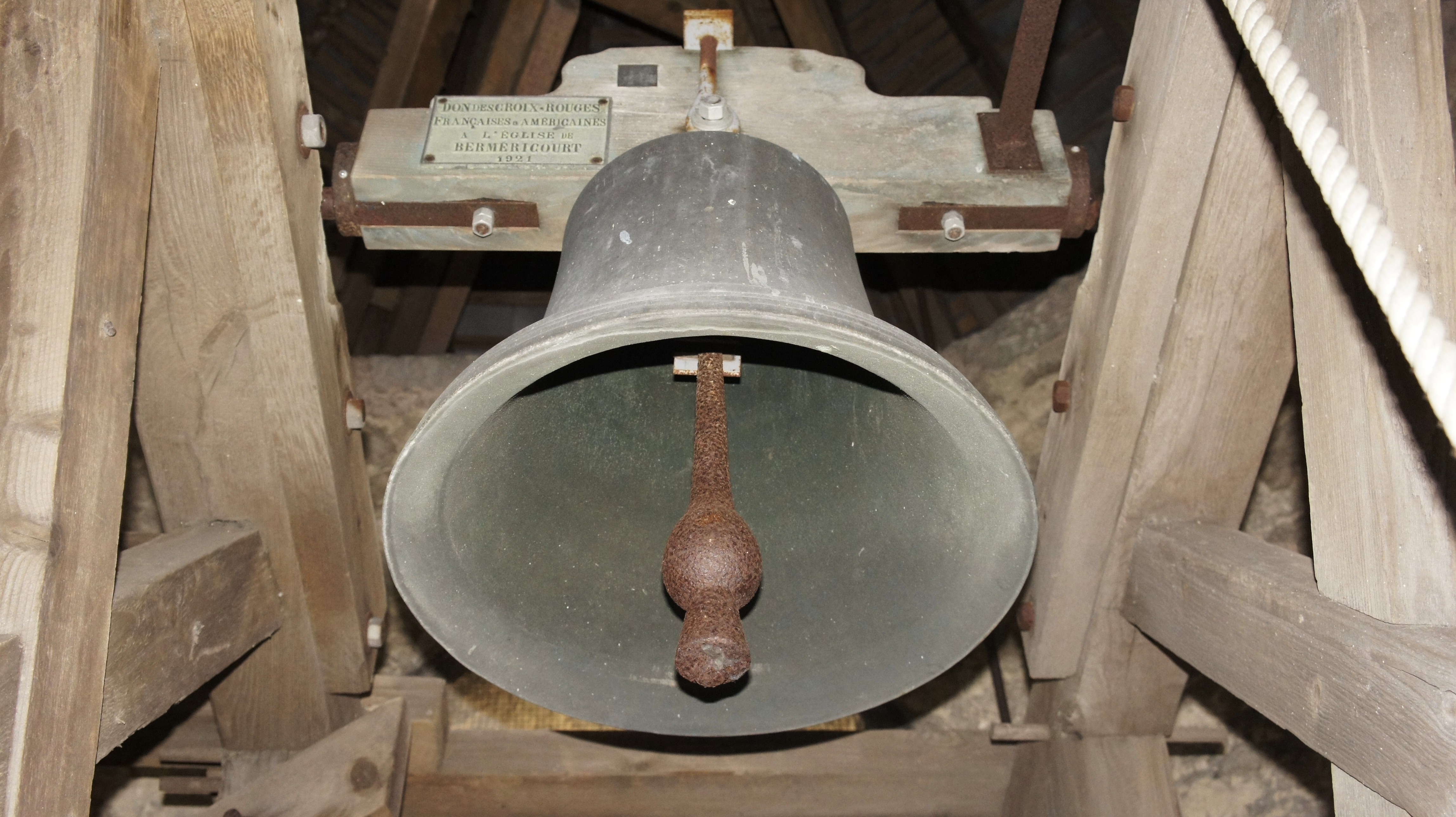
Une cloche don de la Croix Rouge.